# La Formiga Obrera
La Formiga Obrera (Santsenca) va ser una cooperativa fundada a Sants a finals del segle xix amb la conformació de propostes pioneres per al moment com el repartiment col·lectiu dels excedents.

## Història
La Formiga Obrera va ser fundada el dia 7 de març del 1885, amb seu a l'actual carrer Valladolid de l'actic municipi de Sants (annexionat a Barcelona el 1897). Dos anys més tard, es va augmentar la cabuda del local amb l'adquisició de dos edificis a l'actual carrer de Galileu, que van passar a convertir-se en la nova seu de l'entitat amb capacitat per disposar de magatzem, botiga d'alimentació i forn de pa, així com una cafeteria, les oficines i una habitació per a cursos. Aquest nou edifici es va acabar l'any 1900 i la primera seu va passar a tenir funcions purament de magatzem.
El 1906, el seu fundador va marxar a Rubí, on va formar part de la Cooperativa La Rubinense i La Formiga Obrera va anar entrant en declivi fins que va ser absorbida per La Flor de Maig el 1918, convertint-se'n en la sucursal número 3.